# 바이올린 소나타 1-3번, 작품 번호 12 (베토벤)
《바이올린 소나타 1-3번 작품번호 12》는 루트비히 판 베토벤이 1797년과 1798년 사이에 작곡한 바이올린과 피아노를 위한 소나타 세트이다. 
작품 번호 12 세트의 세 개의 소나타 목록은 다음과 같다.
- 바이올린 소나타 1번 라장조, 작품 번호 12, 1
- 바이올린 소나타 2번 가장조, 작품 번호 12, 2
- 바이올린 소나타 3번 내림마장조, 작품 번호 12, 3

세 개의 소나타는 모두 1797년에서 1798년 사이에 작곡되었고, 1799년 빈의 아르타리아 사를 통해 출판되었다. 헌정은 안토니오 살리에리에게 이루어졌다.

## 개요
베토벤의 소나타는 바이올린부의 중요성을 높이는 점에서 하이든이나 모차르트의 그것과는 다른 것이다. 우리가 지금 우리가 알고있는 바이올린 소나타는 바이올린과 피아노가 대등하게 활약, 대화를 하듯이 협주하고 있는 것이지만, 모차르트의 소나타에서의 그것은 그 수가 40곡 이상이나 되지만 거의 다 피아노 소나타에 바이올린 반주를 붙인 격의 것이었다. 베토벤은 본 궁정 관현악단에서 바이올린을 연주했을 때부터 바이올린에 익숙해져 있었고, 빈으로 이주한 후에도 계속해서 다듬었다. 1790–2년 그는 단편으로 남은 소나타 A 장조 Hess 46와 론도 G 장조 WoO 41을 작곡했다. 후자의 경우 2차 주제가 주요 주제의 대위법으로 발전하고 있다.

## 음악
작품 번호 12 세트의 각각의 소나타의 성격은 다음과 같다.
- 1번 라장조는 빈 고전주의의 소나타 형식을 취하며 생명력이 넘치고 힘찬 에너지가 느껴진다.
- 2번 가장조는 세 개의 소나타 중에서 가장 먼저 작곡된 것으로 추정되며 구성은 단순하고 기교적인 면은 조금 덜 부각된다.
- 3번 내림마장조는 세 개의 소나타 중에서 가장 웅대하고 자유로운 표현력을 지녔다.

## 초연
소프라노 가수 요제파 두셰크가 주최한 1798년 3월 29일의 연주회에서 베토벤은 그의 친구인 바이올리니스트 이그나츠 슈판치히와 함께 작품 번호 12 세트의 세 개의 소나타 가운데 어느 하나의 초연을 가졌다. 소나타 세트는 1798년 12월까지 출판되지 않았기 때문에 당시의 원고로부터 연주했을 것으로 추정된다. 1999년 재발견된 소나타 1번 원고의 임시 사본은 인쇄본과 약간의 차이를 보여준다. 이런 점을 볼 때 베토벤은 아마도 출판을 앞두고 몇 가지 수정을 했을 것으로 추정된다. 예를 들어 1800년 12월 9일 다임 가족의 집에서 열린 사적 연주회에서 요제피네 다임(베토벤의 피아노 제자)이 베토벤의 앞에서 이그나츠 슈판치히와 함께 소나타 3번을 다시 연주했을 때에도 그것은 여러 번 들렸다.

## 출판 및 헌정
그의 첫 번째 바이올린 소나타 세트는 1799년에 Tre Sonate by il Clavicembalo o Forte-Piano con un Violino ("바이올린과 함께 하프시코드 또는 포르테피아노에 의해 연주되는 세 개의 소나타")라는 제목으로서 빈의 아르타리아를 통해 출판했다. 이 때의 표지 제목 지정은 현악기 부분이 거의 사라지는 과정에서 이미 시대 착오적이었다. 베토벤은 압도적으로 온화한 성질의 아름다움을 지니고 있는 이 소나타를 그의 스승 안토니오 살리에리에게 헌정했다. 아마도 그의 스승이 그의 경력을 더 증진시킬 수 있기를 바라는 마음이 곁들여 졌을 것이라고 여겨진다.

## 반응
베토벤의 작품번호 12 세트는 분명히 처음에는 그다지 환영받지 못했다. 베토벤의 동시대 사람들은 이 세 작품을 비정상적인 변조와 견습 스타일로 비판했으며, 작품에는 "자연스러운" 것이 전혀 없다고 평했다. Allgemeine Musikalische Zeitung ("일반음악신문")에서의 비평은 특히 잔인했는데, 1799년 6월 리뷰에서 "우리가 왜곡이라고 부르는 것"을 포함하는 "이 이상한 소나타"를 이해하려면 "부지런하고 힘든 작업이 필요하다"고 언급했다. 이 평가가 현재 청취자에게는 우스꽝스러워 보일 수 있지만 1799년에는 매우 이상하게 보일 수 있는 소나타의 특징을 지녔었다는 점에 유의하는 것이 중요하다.

일반음악신문의 리뷰에 반영된 베토벤의 첫 바이올린 소나타 연주를 접한 청중들의 충격적인 반응 - 또한 헌신적으로(주로 이탈리아 성악 작곡 양식에 대하여) 가르쳤던 안토니오 살리에리도 음악계의 새로운 양식에 대해 이상하게 반응했다고 한다 - 은 다음과 같다:
"부인할 수 없습니다. 베토벤은 자신의 길을 갑니다. 그러나 얼마나 기괴하고 힘든 산책입니까! 계속해서 가르치고 가르쳤지만, 자연적인 것도 없고 노래도 없습니다 [...] 관심을 느끼지 못하는 것에 대한 주저, 희귀한 변조에 대한 탐색, 평범한 연결에 대한 혐오, 결국 어려움을 가중시키고 인내와 기쁨을 잃게 됩니다."

– Allgemeine musikalische Zeitung ("일반음악신문"), 1799
동시대인들 사이에서의 이러한 혼란의 원인은, 베토벤이 멀리 떨어진 관련 조성을 강조한 것이 원인이었을 가능성이 있다. 일반음악신문의 가혹한 비판에도 불구하고, 작품 번호 12 바이올린 소나타 세트는 곧 인기를 얻었다. 빈에서 첫 반응이 나타난 후, 3년 동안 본(짐로크), 파리(앵보와 플레에), 런던(브로드립앤윌킨슨, 클레멘티)에서 추가 에디션이 발행되었다. 전체적으로 베토벤의 생애 동안 다른 출판사에서 23편의 재판이 있었다.
후대에 이 소나타 세트는 이중주 레퍼토리에서 중요한 위치를 차지하게 되었다. 바이올린이 피아노에 대해 선택적인 반주를 제공하지 않고 동등한 파트너 역할을 하는 소나타의 예이다.

작곡가 로베르트 슈만은 1836년에 당시의 일반음악신문의 리뷰에 대하여 다음과 같이 반박했다:
"네, 그것은 자연의 흐름과 사물의 본질에 달려 있습니다. 37년이 흘렀습니다. 베토벤이라는 이름은 하늘의 해바라기처럼 펼쳐져 있고, 리뷰어는 다락방에서 뭉툭한 쐐기풀 모양으로 움츠려 있습니다."

– 로베르트 슈만: 새로운 음악 잡지, 1836

## 같이 보기
- 베토벤의 바이올린 소나타

## 참고 문헌
- CD 박스 세트 베토벤, 슈만, 브람스-바이올린 소나타와 함께 제공되는 소책자. 도이치 그라모폰 프로덕션 (유니버설), 2003.
- Harenberg 문화 가이드 실내악. Brockhaus, Mannheim 2008, ISBN 978-3-411-07093-0
- Jürgen Heidrich : 바이올린 소나타에서 : 베토벤 설명서. Bärenreiter, Kassel 2009, ISBN 978-3476021533. 466-475 쪽.